# Hampnässla
Hampnässla (Urtica cannabina) är en nässelväxtart som beskrevs av Carl von Linné. Enligt Catalogue of Life ingår Hampnässla i släktet nässlor och familjen nässelväxter, men enligt Dyntaxa är tillhörigheten istället släktet nässlor och familjen nässelväxter. Arten förekommer tillfälligt i Sverige, men reproducerar sig inte. Inga underarter finns listade i Catalogue of Life.

## Bildgalleri

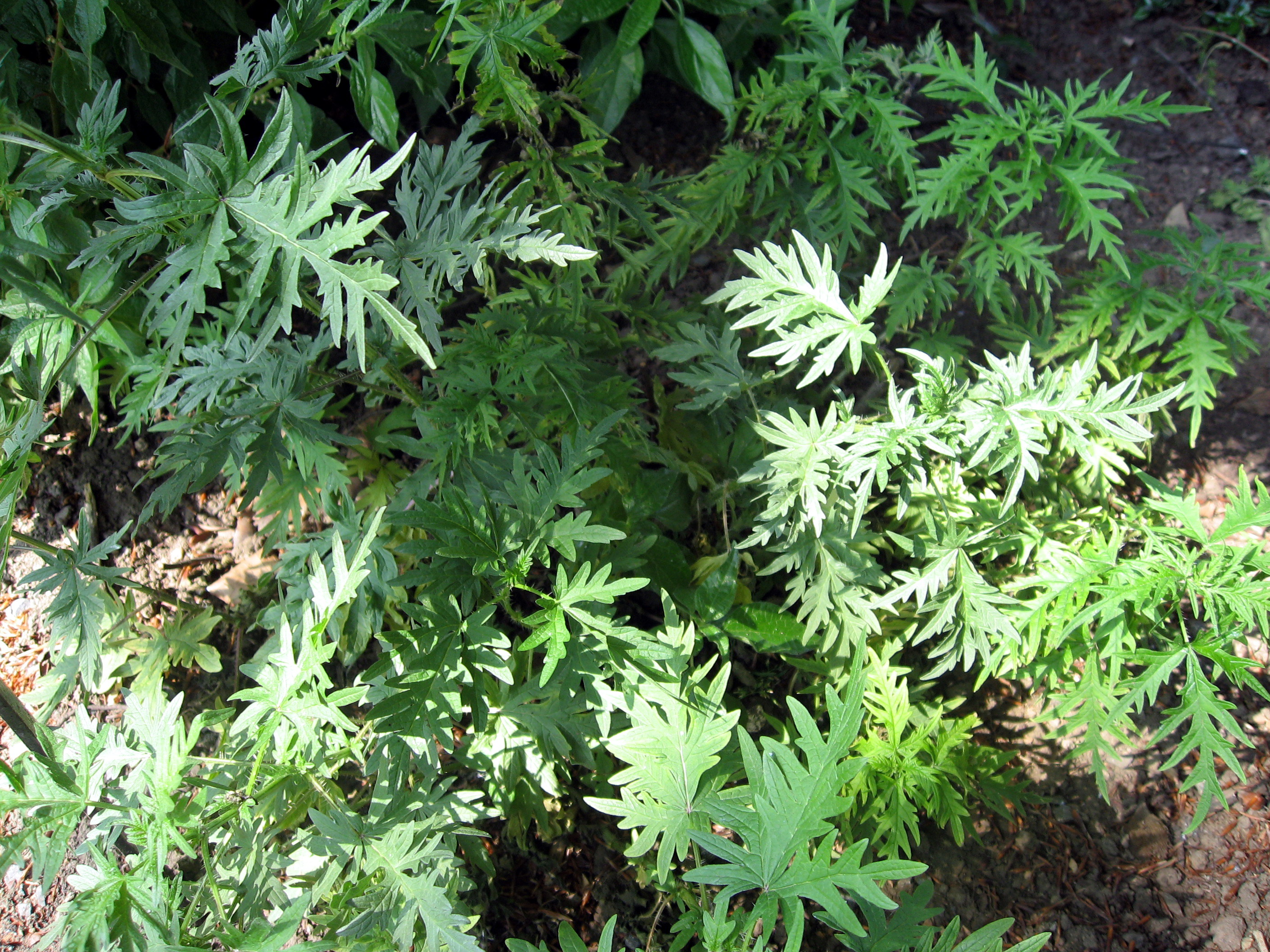
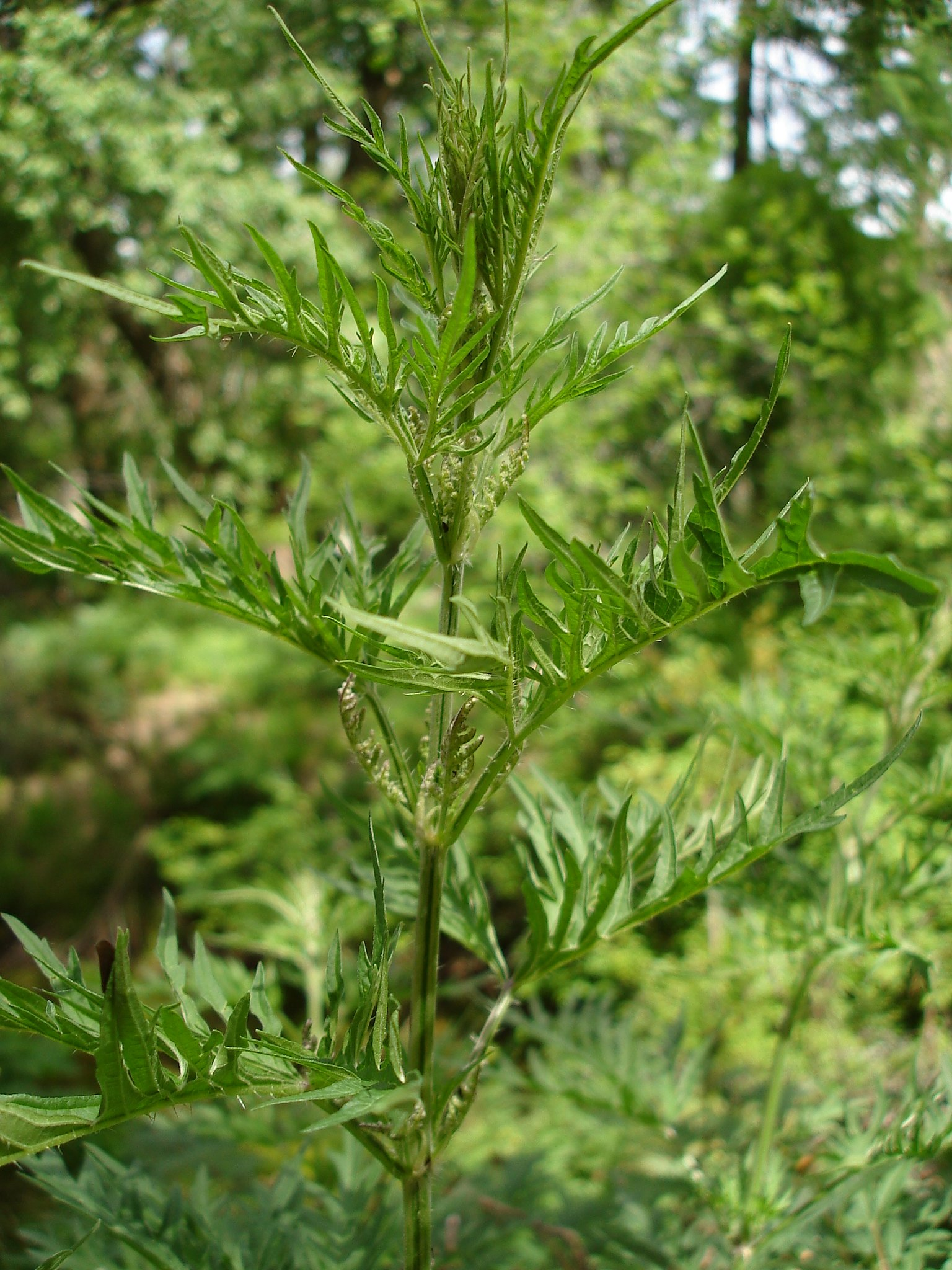
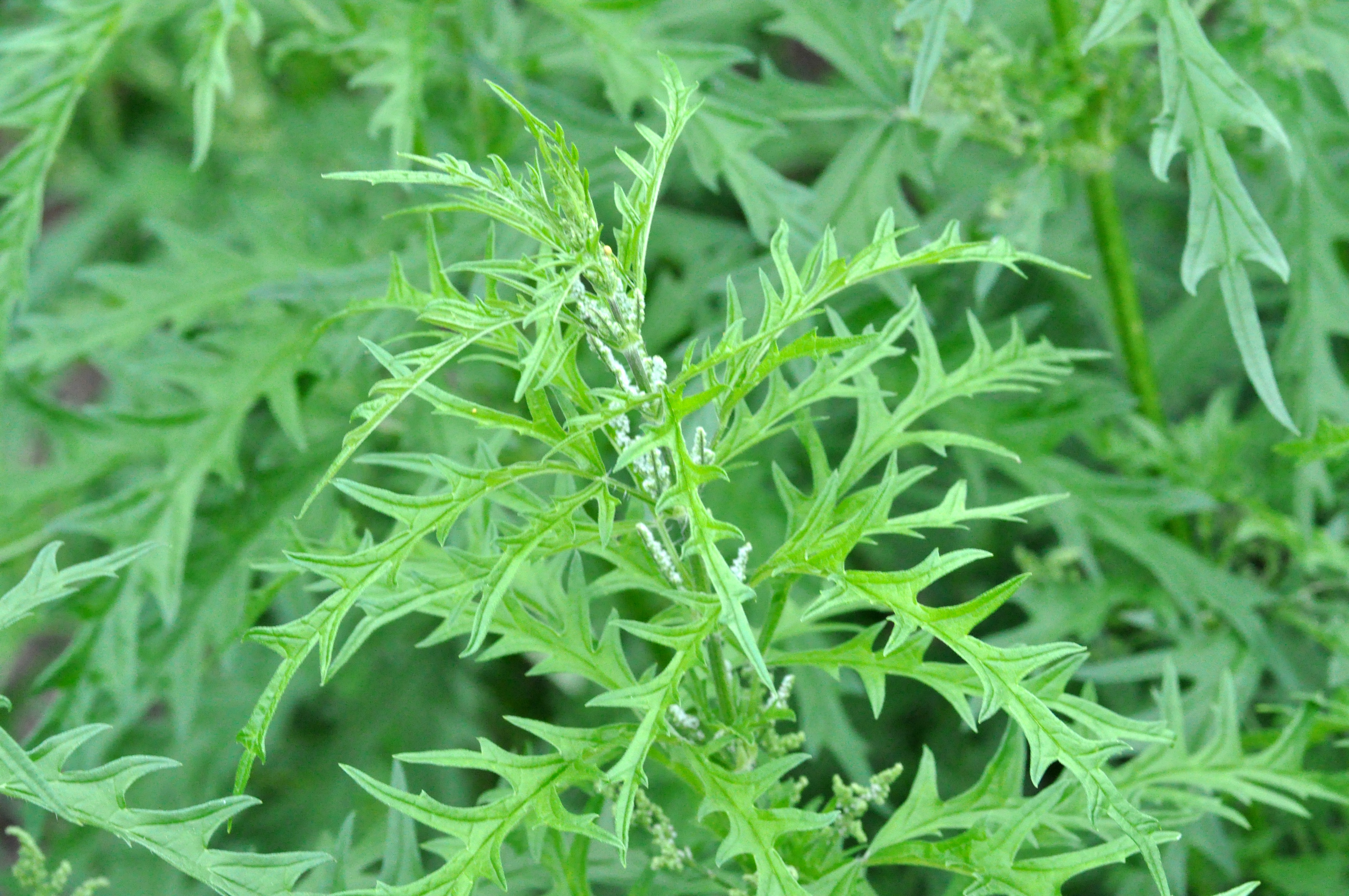
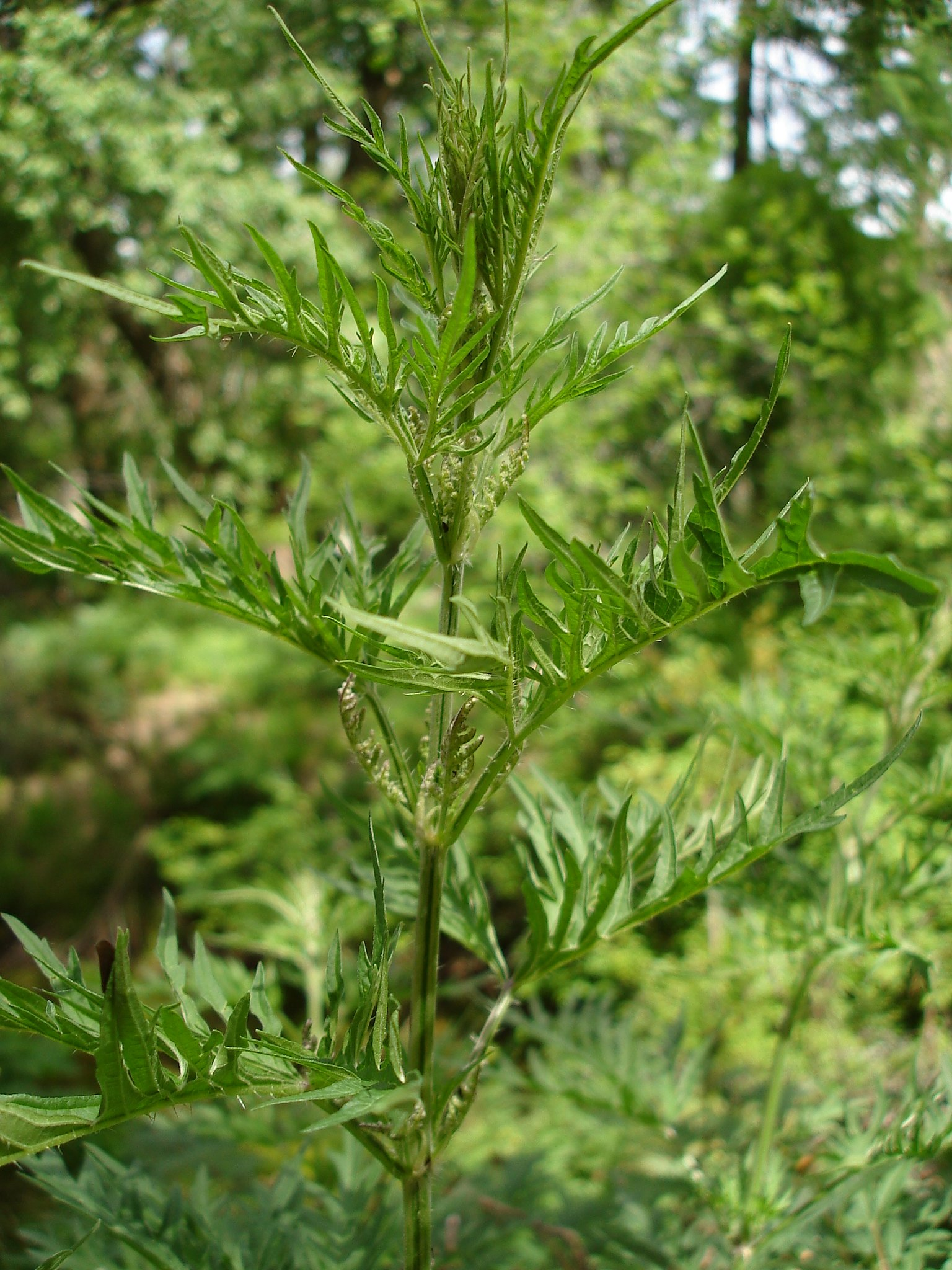